# Хелопотамос
Хелопотамос (на гръцки: Χελοπόταμος) е река в Егейска Македония, Гърция.

## Описание
Реката извира в централната част на планината Олимп, северозападно под връх Пиргос (Скурта, 2476 m) под името Папа Алони, Папа Рема или Папас. Тече в северна посока и излиза от Олимп след Вронденския пролом под името Порос. Западно от Вронду приема големия си ляв приток Каколакос, който също извира от Олимп. След като приема левите си притоци Ксеролаки и Восинико северозападно от Агиос Спиридонас (Каливия Кондариотисас), завива рязко на изток и минива южно от Кондариотиса и северно от Агиос Спиридонас. Завива на юг и минава източно от Карица и развалините на античния град Дион. Тук приема левите си притоци Араплакос (Рема Арапи) и Орлия. Част от левите му притоци се губят в равнината. След Дион е регулиран канал, който поддържа най-общо източна посока и се влива в Бяло море южно от местността Какосули.

## Водосборен басейн
→ ляв приток, ← десен приток
- → Каколакос

- ← Манолакас

- → Ксеролаки

- ← Стефани

- → Восинико
- → Араплакас
- → Орлия

- → Гавдолакас

- → Ксилес
- → Палиокалива
- → Корака
- → Ксеролаки